# 김지수 (1994년)
김지수(한국 한자: 金志秀, 1994년 8월 16일 ~ )는 대한민국의 축구 선수이며, 포지션은 미드필더이다.